# 柏町 (横浜市)
柏町（かしわちょう）は、神奈川県横浜市旭区の地名。「丁目」の設定のない単独町名である。住居表示未実施区域。

## 地理
旭区の南部に位置し、東に万騎が原、西に善部町、北にさちが丘、南東に大池町、南に横浜市泉区緑園と接している。

### 地価
住宅地の地価は、2025年（令和7年）1月1日の公示地価によれば、柏町29番3の地点で27万円/m²、柏町80番7の地点で23万6000円/m²となっている。

## 歴史

### 沿革
- 1963年（昭和38年）11月15日 - 二俣川町、小高町の各一部から、柏町を新設する[7]。
- 1969年（昭和44年）10月1日 - 保土ヶ谷区を再編し、旭区を新設。横浜市旭区柏町となる[8]。
- 1979年（昭和54年）6月26日 - 大池町、善部町の各一部を編入し、戸塚区岡津町の境界を変更する[9]。

### 町名の変遷
| 実施後 | 実施年月日                 | 実施前（各町名ともその一部） |
| ------ | -------------------------- | ---------------------------- |
| 柏町   | 1963年（昭和38年）11月15日 | 二俣川町、小高町の各一部     |

## 世帯数と人口
2025年（令和7年）6月30日現在（横浜市発表）の世帯数と人口は以下の通りである。
| 町丁 | 世帯数    | 人口    |
| ---- | --------- | ------- |
| 柏町 | 2,307世帯 | 4,671人 |

### 人口の変遷
国勢調査による人口の推移。
| 年                 | 人口  |
| ------------------ | ----- |
| 1995年（平成7年）  | 4,526 |
| 2000年（平成12年） | 4,489 |
| 2005年（平成17年） | 4,354 |
| 2010年（平成22年） | 4,446 |
| 2015年（平成27年） | 4,331 |
| 2020年（令和2年）  | 4,801 |

### 世帯数の変遷
国勢調査による世帯数の推移。
| 年                 | 世帯数 |
| ------------------ | ------ |
| 1995年（平成7年）  | 1,585  |
| 2000年（平成12年） | 1,703  |
| 2005年（平成17年） | 1,725  |
| 2010年（平成22年） | 1,833  |
| 2015年（平成27年） | 1,893  |
| 2020年（令和2年）  | 2,255  |

## 学区
市立小・中学校に通う場合、学区は以下の通りとなる（2024年11月時点）。
| 番・番地等  | 小学校                 | 中学校                 |
| ----------- | ---------------------- | ---------------------- |
| 1〜25番地   | 横浜市立万騎が原小学校 | 横浜市立万騎が原中学校 |
| 26〜135番地 | 横浜市立さちが丘小学校 | 横浜市立万騎が原中学校 |

## 事業所
2021年（令和3年）現在の経済センサス調査による事業所数と従業員数は以下の通りである。
| 町丁 | 事業所数 | 従業員数 |
| ---- | -------- | -------- |
| 柏町 | 97事業所 | 856人    |

### 事業者数の変遷
経済センサスによる事業所数の推移。
| 年                 | 事業者数 |
| ------------------ | -------- |
| 2016年（平成28年） | 103      |
| 2021年（令和3年）  | 97       |

### 従業員数の変遷
経済センサスによる従業員数の推移。
| 年                 | 従業員数 |
| ------------------ | -------- |
| 2016年（平成28年） | 815      |
| 2021年（令和3年）  | 856      |

## 交通

### 鉄道
- 相模鉄道
  - いずみ野線 南万騎が原駅

## 施設
- 南万騎が原駅前郵便局[19]
- 相鉄ローゼン 南まきが原店[20]

## その他

### 日本郵便
- 郵便番号 : 241-0835[3]（集配局：横浜旭郵便局[21]）

### 警察
町内の警察の管轄区域は以下の通りである。
| 番・番地等 | 警察署   | 交番・駐在所   |
| ---------- | -------- | -------------- |
| 全域       | 旭警察署 | 南希望が丘交番 |

## 参考資料
- “横浜市町区域要覧” (PDF).   横浜市市民局 (2016年6月). 2023年6月6日閲覧。 “横浜市町区域要覧”